# Air Seru
Air Seru is een bestuurslaag in het regentschap Belitung van de provincie Bangka-Belitung, Indonesië. Air Seru telt 4526 inwoners (volkstelling 2010).